# Peter Billingsley
Pour les articles homonymes, voir Billingsley (homonymie).
Peter Billingsley (né le 16 avril 1971 à New York) est un acteur, producteur, monteur, réalisateur et scénariste américain .

## Filmographie

### Comme acteur
- 1978 : If Ever I See You Again (en) de Joseph Brooks (en) : Child
- 1981 : Honky Tonk Freeway de John Schlesinger : Billie
- 1981 : Paternity de David Steinberg : Tad
- 1981 : La Petite Maison dans la prairie (The House on the Prairie) (Série TV) saison 8, épisode 12 (Un handicap (No Beast So Fierce) ) : Gideon
- 1981 : La Vallée de la mort (Death Valley) de Dick Richards : Billy
- 1982 : Massarati and the Brain (en) d'Aaron Spelling (TV) : Christopher 'The Brain' Massarati
- 1982 : Memories Never Die (TV) : Shawn Tilford
- 1983 : A Christmas Story de Bob Clark : Ralphie Parker
- 1984 : The Hoboken Chicken Emergency (TV) : Arthur Bobowicz
- 1985 : The Dirt Bike Kid (en) de Julie Corman (en) : Jack Simmons
- 1985 : Madame est servie (Who's the boss) : Bobby Walsh
- 1986 : Les Routes du paradis (Highway to Heaven) : saison 2, épisodes 10 & 11 (Le Monstre) : Ridley
- 1986 : L'Ultime Frontière ou Le Soleil en plein cœur (The Last Frontier) (TV) : Marty Adamson
- 1987 : Opération soja (Carly's Web) (TV) : Robert KrantzJr.
- 1987 : Russkies de Rick Rosenthal : Adam
- 1989 : Beverly Hills Brats (en) de Jim Sotos (en) : Scooter
- 1993 : Arcade (vidéo) : Nick
- 1994 : The Sacred Fire de Peter Billingsley et Robert Meyer Burnett (en) : Kyle Baker
- 1995 : Family Reunion: A Relative Nightmare (pt) (TV) : Mark McKenna Jr.
- 1996 : The Writing on the Wall (TV) : Tony
- 1995 : Sherman Oaks (série TV) : Billy Baker (1996)
- 2000 : No Deposit, No Return de Derek Velez Partridge
- 2003 : Elfe (Elf) de Jon Favreau : Elf
- 2006 : La Rupture (The Break-Up) de Peyton Reed : Andrew
- 2008 : Iron Man de Jon Favreau : William Ginter Riva, scientifique chez Stark Industries
- 2019 : Spider-Man: Far From Home de Jon Watts : William Ginter Riva, scientifique pour le compte de Mystério

### Comme producteur
- 1994 : The Sacred Fire
- 2001 : Made de Jon Favreau
- 2003 : Trigger Happy (en) ("Trigger Happy TV" (2000) TV Series (field producer))
- 2005 : Zathura : Une aventure spatiale (Zathura: A Space Adventure)  de Jon Favreau
- 2006 : La Rupture (The Break-Up) de Peyton Reed
- 2006 : Wild West Comedy Show: 30 Days & 30 Nights - Hollywood to the Heartland (en)

### Comme réalisateur
- 1994 : The Sacred Fire
- 2009 : Thérapie de couples
- 2016 : En cavale

### Comme monteur
- 1997 : Patriot Son

### Comme scénariste
- 1994 : The Sacred Fire